# Данило Петровић Његош (принц)
Данило Александар Петровић Његош (Цетиње, 29. јун 1871 — Беч, 24. септембар 1939) био је принц-престолонаследник Краљевине Црне Горе, који је абдицирао 1921. године. Био је најстарији син краља Николе I Петровића Његоша.

## Биографија
Престолонаследник Данило Петровић се 1899. године оженио Јутом, војвоткињом од Мекленбург-Нојстерлица. По преласку у православље Јута је узела име Милица. Тај брак остао је без порода.
Током Првог балканског рата престолонаследник Данило је командовао Зетским одредом. Тај одред се добро показао на почетку рата разбивши турску одбрану код места Тузи, натеравши их да се повуку према Скадру. Првог марта 1921. године је проглашен за краља Црне Горе и постао глава избегличке владе. После шест дана, 7. марта 1921, абдицирао је у корист свог синовца Михаила (сина Мирка Петровића).

## Породица
Црногорска војска доноси вам, са ослобођењем још и поштовање свих ваших закона и обичаја, свих наших вјероисповјести, које ће у мени наћи свог заштитника, према традицијама сношљивости која је урођена у Црној Гори и српскоме народу.

— принц Данило Петровић Његош поводом ослобођења Скадра

### Родитељи
| име            | слика | датум рођења     | датум смрти    |
| -------------- | ----- | ---------------- | -------------- |
| Краљ Никола I  |       | 7. октобар 1841. | 1. март 1921.  |
| Краљица Милена |       | 4. мај 1847.     | 16. март 1923. |

### Супружник
| име                 | слика | датум рођења     | датум смрти       |
| ------------------- | ----- | ---------------- | ----------------- |
| Јута од Мекленбурга |       | 24. јануар 1880. | 17. фебруар 1946. |

## Породично стабло
|  |                            |  |  |  |  |  |  |  |  |  |  |  |  |  |  |  |
|  | 2. Никола I Петровић Његош |  |  |  |  |  |  |  |  |  |  |  |  |  |  |  |
|  |                            |  |  |  |  |  |  |  |  |  |  |  |  |  |  |  |
|  |                            |  |  |  |  |  |  |  |  |  |  |  |  |  |  |  |
|  | 1. Данило Петровић Његош   |  |  |  |  |  |  |  |  |  |  |  |  |  |  |  |
|  |                            |  |  |  |  |  |  |  |  |  |  |  |  |  |  |  |
|  |                            |  |  |  |  |  |  |  |  |  |  |  |  |  |  |  |
|  | 3. Милена Петровић Његош   |  |  |  |  |  |  |  |  |  |  |  |  |  |  |  |
|  |                            |  |  |  |  |  |  |  |  |  |  |  |  |  |  |  |
|  |                            |  |  |  |  |  |  |  |  |  |  |  |  |  |  |  |

## Галерија
- Гроб принца Данила (десно) и његовог брата принца Мирка
- Натпис на надгробном споменику